# Паутинник краснопластинковый
Паути́нник краснопласти́нковый, полукрова́во-кра́сный или крова́во-краснова́тый (лат. Cortinarius semisanguineus) — вид грибов, входящий в род паутинник (Cortinarius) семейства паутинниковые (Cortinariaceae).

## Описание
Пластинчатый шляпконожечный гриб с паутинистым покрывалом. Шляпка взрослых грибов достигает 2—8 см в диаметре, у молодых грибов полушаровидная до конической, затем раскрывающаяся до плоской, в центре с заметным бугорком. Поверхность волокнистая или войлочно-волокнистая, оливково-жёлто-коричневая до охристо-коричневой, у старых грибов красно-коричневая. Пластинки гименофора приросшие зубцом к ножке, частые, у молодых грибов насыщенно кроваво-красные, затем, при созревании спор, ржаво-красно-коричневые до жёлто-коричневых.
Кортина цвета шляпки молодых грибов.
Мякоть желтовато-бурая или желтовато-охристая, в шляпке часто с оливковым оттенком, с неприятным запахом, описываемым как редечный или иодоформа, на вкус горьковатая или пресная.
Ножка достигает 4—10 см в длину и 0,4—1 см в толщину, цилиндрическая или расширяющаяся книзу, с шелковисто-волокнистой жёлто-охристой поверхностью, с остатками кортины, покрывающимися у взрослых грибов ржаво-бурыми спорами. Мицелий в основании ножки жёлтый.
Споровый отпечаток ржаво-коричневого цвета. Споры 5—8×3,5—6 мкм, эллиптические, с неровной поверхностью. Хейлоцистиды булавовидные.

### Сходные виды
Паутинник краснопластинковый легко отличается от других паутинников жёлто-коричневой поверхностью шляпки и насыщенными кроваво-красными пластинками. Наиболее близкий вид — Паутинник коричный (Cortinarius cinnamomeus (L.) Fr., 1838), отличающийся более светлыми красно-розовыми пластинками.

## Значение
Является несъедобным грибом из-за неприятного вкуса. Некоторые родственные виды сильно ядовиты, однако содержание опасных для человека токсинов в паутиннике краснопластинковом невысоко (содержит медленно действующие токсины, вызывающие почечную недостаточность), случаи отравления не известны.
Паутинник краснопластинковый — один из видов грибов, наиболее часто используемых для окрашивания шерсти. Он даёт яркую красно-розовую окраску.

## Экология и ареал
Широко распространён по бореальной зоне Евразии и Северной Америки. Произрастает на песчаной почве в хвойных лесах, изредка — в лиственных.

## Синонимы
- Agaricus cinnamomeus var. semisanguineus Fr., 1821basionym
- Cortinarius pallidipes M.M.Moser ex Nezdojm., 1983, nom. inval.
- Dermocybe semisanguinea (Fr.) M.M.Moser, 1974
- Dermocybe pallidipes M.M.Moser, 1974, nom. inval.
- Flammula cinnamomea var. semisanguinea (Fr.) P.Kumm., 1871